# Manchester Allstars
I Manchester Allstars sono stati una squadra di football americano di Manchester, nel Regno Unito; fondati nel 1984 per scissione dai Manchester Spartans, hanno giocato un Bud Bowl. Hanno chiuso nel 1990

## Dettaglio stagioni

### Tornei

#### Tornei nazionali

##### Campionato

###### Budweiser League National Division
| Stagione | regular season | regular season | regular season | regular season | regular season | regular season | playoff | playoff | playoff | playoff | playoff | playoff   | playoff       |
|          | Vin            | Par            | Per            | Tot            | PF             | PS             | Vin     | Per     | Tot     | PF      | PS      | risultato | avversaria    |
| -------- | -------------- | -------------- | -------------- | -------------- | -------------- | -------------- | ------- | ------- | ------- | ------- | ------- | --------- | ------------- |
| 1987     | 10             | 0              | 0              | 10             | 387            | 117            | 2       | 1       | 3       | 91      | 81      | Bud Bowl  | London Ravens |
| Totale   | 10             | 0              | 0              | 10             | 387            | 117            | 2       | 1       | 3       | 91      | 81      |           |               |

Fonti: Enciclopedia del Football - A cura di Massimo Mezzetti

### Riepilogo fasi finali disputate
| Anno              | Luogo  | Evento                             | Fase del torneo | Incontro                            | Risultato |
| 20 settembre 1987 | Londra | Budweiser League National Division | Bud Bowl        | London Ravens - Manchester Allstars | 40 - 23   |